# Astrobotanika
Astrobotanika – wyodrębniana w XX wieku część astrobiologii, która zajmować się miała badaniami hipotetycznego życia roślinnego na innych planetach. Za twórcę terminu uważany jest rosyjski naukowiec Gawrił Tichow, który opracował hipotezę o istnieniu marsjańskiej szaty roślinnej. 